# طارق الشمري
طارق محسن زياد نهير الشمري ، من مواليد 5 أغسطس 1984 ، لاعب كرة قدم كويتي سابق. يلعب مع نادي العربي الكويتي منذ 2011. وهو أخ لاعب نادي القادسية الكويتي نهير الشمري.